# Береговое (Кировоградская область)
Береговое (укр. Берегове) — село в Новомиргородской городской общине Новоукраинского района Кировоградской области Украины.
До 2020 года входило в Новомиргородский район
Население по переписи 2001 года составляло 7 человек. Почтовый индекс — 26020. Телефонный код — 5256. Код КОАТУУ — 3523885202.